# Peter-Hans Kolvenbach
Pater Peter-Hans Kolvenbach, S.J. (Druten, 30 november 1928 – Beiroet, 26 november 2016) was een Nederlands jezuïet, priester en taalkundige.
Hij stond van 1983 tot 2008 aan het hoofd van de rooms-katholieke orde van jezuïeten. 
Hij was de zoon van Gerard Kolvenbach, een Nijmeegs zakenman en Jacoba Johanna Petronella Domensino. Hij trad in 1948 in bij de jezuïeten. Na studies filosofie werd hij naar Libanon gezonden, waar hij in Beiroet zijn doctoraat in de theologie behaalde. In 1961 werd hij tot priester gewijd, volgens de rite van de Armeens-Katholieke Kerk.
Van 1963 tot 1976 studeerde en doceerde hij oosterse linguïstiek in Den Haag, Parijs en Beiroet. Van 1974 tot 1981 was hij provinciaal van het Midden-Oosten.
Van 1981 tot 1983 was Kolvenbach rector van het Pauselijk Oriëntaals Instituut in Rome. Deze functie, en het feit dat hij acht talen sprak, waren twee van de vele redenen die ertoe leidden dat Kolvenbach in 1983 verkozen werd tot 29e generaal-overste van de jezuïeten, ter opvolging van Paolo Dezza en Giuseppe Pittau die paus Johannes Paulus II in 1981 aangesteld had, nadat de vorige generaal-overste, Pedro Arrupe, ten gevolge van een beroerte afgetreden was. Kolvenbach vroeg in 2008 zelf aan de paus om ontslag uit zijn functie, wat gezien werd als een niet-gebruikelijk verzoek. Hij werd opgevolgd door de Spanjaard Adolfo Nicolás. 
Hierna keerde hij terug naar Libanon om zich weer te verdiepen in de oosterse taalkunde, zijn wetenschappelijke specialiteit. Hij overleed acht jaar later in Beiroet.